# Ambloma brachyptera
Ambloma brachyptera är en fjärilsart som beskrevs av Walsingham 1908. Ambloma brachyptera ingår i släktet Ambloma och familjen stävmalar. Inga underarter finns listade i Catalogue of Life.